# Platyrrhinus matapalensis
Platyrrhinus matapalensis — вид родини листконосові (Phyllostomidae), ссавець ряду лиликоподібні (Vespertilioniformes, seu Chiroptera).

## Середовище проживання
країни проживання: Еквадор, Перу. Проживає у вологих лісах на заході Анд на 50-680 м над рівнем моря.

## Загрози та охорона
Руйнування середовища проживання і розвиток людських поселень є загрозами. Зустрічається в деяких природоохоронних територіях, але вони швидко стають ізольованим.